# Anne Dutertre
Pour les articles homonymes, voir Dutertre.
Anne Dutertre est une voyageuse et femme de lettres française.

## Biographie
En 1860, elle quitte la Normandie avec sa fille pour rejoindre l'époux de celle-ci à Alger.

## Ouvrage
Dans son ouvrage Voyage de Vermont-sur-Orne à Constantine sur l'Oued Rummel, Sétif, Bougie et Alger, par une femme, publié 1866, Anne Dutertre raconte son voyage dans un style exotisant et pompier. Son propos, en total soutien au colonialisme français, présente les Algériens comme ridicules et sauvages ; son seul moment de compassion lui venant quand elle intercède en faveur d'un prisonnier politique lors de sa visite de la prison de Béjaïa.